# クラスターカップ
クラスターカップは、岩手県競馬組合が盛岡競馬場で施行するダートグレード競走（JpnIII）である。正式名称は「農林水産大臣賞典 クラスターカップ」。
レース名の由来は「星団」。多くの競馬場が連携し合い、しのぎを削りあう姿をイメージしている。

## 概要
盛岡競馬場が現在の地に移転新設された1996年に、本格的な中央競馬・地方競馬の交流・連携を目指すため、中央・地方全国指定交流競走として創設、第1回は盛岡競馬場のダート1200mであった。翌1997年からはダート競走格付け委員会によってGIIIに格付けされたが、2007年からはJpnIIIに表記変更されている。
2007年・2008年は水沢競馬場のダート1400mで行われ、2009年からは、再び盛岡競馬場のダート1200mに戻り施行されている。
岩手競馬の夏の定番となっている短距離重賞で、特に秋以降の国内ダート短距離路線を占う競走となっている。2010年にこの競走を快勝したサマーウインドは続く東京盃、JBCスプリントも勝利し、短距離路線の頂点に立った。

### 競走条件・賞金（2025年）
出走資格
サラブレッド系3歳以上オープン、指定交流。フルゲートは14頭。
- 岩鷲賞の勝ち馬に本競走への優先出走権が与えられている。

負担重量
3歳52kg、4歳以上54kg（牝馬2kg減）を基本とし、さらに以下のように斤量が課せられる（2歳時の成績は対象外）。
1. 本年8月6日以前のGI・JpnI競走1着馬は5kg増、GII・JpnII競走1着馬は3kg増、GIII・JpnIII競走1着馬は1kg増。
2. 上記に加え、G・Jpn競走通算3勝以上馬は1kg増、さらに2勝ごとに1kg増。
3. 負担重量の上限は3歳58kg、4歳以上60kg（牝馬2kg減）。

賞金等
賞金額は1着3000万円、2着1050万円、3着600万円、4着390万円、5着210万円、着外手当は6着45万円、7着30万円、8着以下15万円。
副賞
農林水産大臣賞、日本中央競馬会理事長賞、日本馬主協会連合会長奨励賞、日本地方競馬馬主振興協会会長賞、岩手県馬主会会長賞、地方競馬全国協会理事長賞、全国公営競馬主催者協議会会長賞、NAR生産牧場賞、岩手県知事賞、開催執務委員長賞
優先出走権付与
3着以内に入った地方他地区所属馬にマイルチャンピオンシップ南部杯の優先出走権が付与される。

## 歴史
- 1996年 - 中央・地方全国交流重賞として創設。盛岡競馬場・ダート1200mで施行[4]。
- 1997年 - ダート競走格付け委員会によって統一GIIIに格付け[4]。
- 2002年 - 出走条件を「サラ系3歳以上9歳以下」から「サラ系3歳以上」に変更。
- 2007年
  - 日本のパートI国昇格に伴い、格付表記をJpnIIIに変更。
  - 施行場・距離を水沢競馬場ダート1400mに変更。
- 2009年 - 施行場・距離が盛岡競馬場ダート1200mに戻る。
- 2019年 - 副賞に農林水産大臣賞がつかずレース名が「クラスターカップ」となる。
- 2021年 - この年より農林水産大臣賞が再び付くようになりレース名も「農林水産大臣賞典 クラスターカップ」に戻る。
- 2024年 - 8月12日に施行予定も、台風5号の影響による開催取り止めとなり、8月14日に施行された[5]。

### 歴代優勝馬
優勝馬の馬齢は、2000年以前も現表記を用いる。
全てダートコースで施行。
| 回数   | 施行日        | 開催場 | 距離  | 優勝馬             | 性齢 | 所属 | タイム  | 優勝騎手   | 管理調教師 | 馬主                                 |
| ------ | ------------- | ------ | ----- | ------------------ | ---- | ---- | ------- | ---------- | ---------- | ------------------------------------ |
| 第1回  | 1996年8月13日 | 盛岡   | 1200m | トキオクラフティー | 牝3  | JRA  | 1:10.8  | 横山典弘   | 池江泰郎   | 坂田時雄                             |
| 第2回  | 1997年8月11日 | 盛岡   | 1200m | トシヴォイス       | 牡6  | JRA  | 1:11.3  | 松本達也   | 柳田次男   | 上村叶                               |
| 第3回  | 1998年8月14日 | 盛岡   | 1200m | ファーストアロー   | 牡4  | JRA  | 1:12.3  | 松本達也   | 柳田次男   | 杉本仙次郎                           |
| 第4回  | 1999年8月17日 | 盛岡   | 1200m | アブクマレディー   | 牝6  | JRA  | 1:11.8  | 大塚栄三郎 | 中野栄治   | 浜野順之助                           |
| 第5回  | 2000年8月16日 | 盛岡   | 1200m | ゴールデンチェリー | 牝6  | 愛知 | 1:11.2  | 吉田稔     | 瀬戸口悟   | （株）協栄                           |
| 第6回  | 2001年8月15日 | 盛岡   | 1200m | ノボジャック       | 牡4  | JRA  | 1:11.4  | 蛯名正義   | 森秀行     | （有）池ばた                         |
| 第7回  | 2002年8月16日 | 盛岡   | 1200m | サウスヴィグラス   | 牡6  | JRA  | R1:10.2 | 柴田善臣   | 高橋祥泰   | 南波壽                               |
| 第8回  | 2003年8月15日 | 盛岡   | 1200m | ディバインシルバー | 牡5  | JRA  | R1:09.8 | 安藤勝己   | 和田正道   | 櫻井正                               |
| 第9回  | 2004年8月13日 | 盛岡   | 1200m | シャドウスケイプ   | 牡5  | JRA  | 1:11.3  | 江田照男   | 森秀行     | 飯塚知一                             |
| 第10回 | 2005年8月15日 | 盛岡   | 1200m | エンゲルグレーセ   | 牡8  | JRA  | 1:10.6  | 中舘英二   | 奥平雅士   | 三島武                               |
| 第11回 | 2006年8月14日 | 盛岡   | 1200m | アグネスジェダイ   | 牡4  | JRA  | 1:09.8  | 小牧太     | 森秀行     | 渡辺孝男                             |
| 第12回 | 2007年8月15日 | 水沢   | 1400m | メイショウバトラー | 牝7  | JRA  | 1:25.7  | 武豊       | 高橋成忠   | 松本好雄                             |
| 第13回 | 2008年8月18日 | 水沢   | 1400m | プライドキム       | 牡6  | 船橋 | R1:24.3 | 川島正太郎 | 川島正行   | 深見富朗                             |
| 第14回 | 2009年8月14日 | 盛岡   | 1200m | バンブーエール     | 牡6  | JRA  | 1:10.0  | 松岡正海   | 安達昭夫   | （有）バンブー牧場                   |
| 第15回 | 2010年8月16日 | 盛岡   | 1200m | サマーウインド     | 牡5  | JRA  | R1:08.9 | 藤岡佑介   | 庄野靖志   | （株）ヒダカ・ブリーダーズ・ユニオン |
| 第16回 | 2011年8月15日 | 盛岡   | 1200m | ドスライス         | 牡5  | JRA  | 1:10.4  | 柴田善臣   | 森秀行     | 小田吉男                             |
| 第17回 | 2012年8月14日 | 盛岡   | 1200m | タイセイレジェンド | 牡5  | JRA  | 1:09.2  | 内田博幸   | 矢作芳人   | 田中成奉                             |
| 第18回 | 2013年8月14日 | 盛岡   | 1200m | ラブミーチャン     | 牝6  | 笠松 | 1:09.5  | 戸崎圭太   | 柳江仁     | 小林祥晃                             |
| 第19回 | 2014年8月13日 | 盛岡   | 1200m | サマリーズ         | 牝4  | JRA  | 1:09.7  | 藤岡佑介   | 藤岡健一   | H.H.シェイク・モハメド               |
| 第20回 | 2015年8月12日 | 盛岡   | 1200m | ダノンレジェンド   | 牡5  | JRA  | 1:11.1  | M.デムーロ | 村山明     | （株）ダノックス                     |
| 第21回 | 2016年8月16日 | 盛岡   | 1200m | ダノンレジェンド   | 牡6  | JRA  | 1:09.1  | M.デムーロ | 村山明     | （株）ダノックス                     |
| 第22回 | 2017年8月15日 | 盛岡   | 1200m | ブルドッグボス     | 牡5  | 浦和 | R1:08.8 | 左海誠二   | 小久保智   | 組）Him Rock Racing                  |
| 第23回 | 2018年8月15日 | 盛岡   | 1200m | オウケンビリーヴ   | 牝5  | JRA  | 1:09.1  | 北村友一   | 安田隆行   | 福井明                               |
| 第24回 | 2019年8月12日 | 盛岡   | 1200m | ヤマニンアンプリメ | 牝5  | JRA  | 1:09.1  | 岩田康誠   | 長谷川浩大 | 土井肇                               |
| 第25回 | 2020年8月10日 | 盛岡   | 1200m | マテラスカイ       | 牡6  | JRA  | R1:08.5 | 武豊       | 森秀行     | 大野剛嗣                             |
| 第26回 | 2021年8月9日  | 盛岡   | 1200m | リュウノユキナ     | 牡6  | JRA  | 1:11.1  | 柴田善臣   | 小野次郎   | 蓑島竜一                             |
| 第27回 | 2022年8月16日 | 盛岡   | 1200m | オーロラテソーロ   | 牡5  | JRA  | 1:09.4  | 鮫島克駿   | 畠山吉宏   | 了徳寺健二ホールディングス（株）     |
| 第28回 | 2023年8月15日 | 盛岡   | 1200m | リメイク           | 牡4  | JRA  | 1:08.6  | 川田将雅   | 新谷功一   | 前田幸治                             |
| 第29回 | 2024年8月14日 | 盛岡   | 1200m | ドンフランキー     | 牡5  | JRA  | 1:10.0  | 池添謙一   | 斉藤崇史   | 早野誠                               |
| 第30回 | 2025年8月11日 | 盛岡   | 1200m | サンライズアムール | 牡6  | JRA  | 1:09.2  | 高松亮     | 小林真也   | （株）ライフハウス                   |

※Rは、コースレコードを示す。

#### 各回競走結果の出典
- クラスターカップ 歴代優勝馬 - 地方競馬全国協会
- JBISサーチ
  - 1996年、1997年、1998年、1999年、2000年、2001年、2002年、2003年、2004年、2005年、2006年、2007年、2008年、2009年、2010年、2011年、2012年、2013年、2014年、2015年、2016年、2017年、2018年、2019年、2020年、2021年、2022年、2023年、2024年